# Монтепеноне (Бјела)
Монтепеноне је насеље у Италији у округу Бијела, региону Пијемонт.
Према процени из 2011. у насељу је живело 12 становника. Насеље се налази на надморској висини од 643 м.